# Maamar Ech-Cheikh
Pour les articles homonymes, voir Ech (homonymie).
Maamar Ech-Cheikh est un décorateur de cinéma français né en 1958 Il a été accessoiriste et décorateur pour Les Nuls pendant toute leur carrière et ces derniers l'ont même fait apparaître dans le sketch "Rebeucop".

## Filmographie
- 1996 : Delphine 1, Yvan 0 de Dominique Farrugia
- 1997 : Échec au capital
- 1999 : Hygiène de l'assassin de François Ruggieri
- 1999 : Mes amis de Michel Hazanavicius
- 2001 : Le Plafond
- 2003 : Spartacus de Robert Dornhelm
- 2004 : RRRrrrr!!! d'Alain Chabat
- 2005 : Ma vie en l'air de Rémi Bezançon
- 2006 : OSS 117 : Le Caire, nid d'espions de Michel Hazanavicius
- 2007 : Big City de Djamel Bensalah
- 2008 : Le Premier Jour du reste de ta vie de Rémi Bezançon
- 2008 : OSS 117 : Rio ne répond plus de Michel Hazanavicius
- 2010 : Donnant Donnant d'Isabelle Mergault
- 2011 : Requiem pour une tueuse de Jérôme Le Gris
- 2012 : Les Infidèles
- 2013 : La Stratégie de la poussette de Clément Michel
- 2014 : Le Crocodile du Botswanga de Fabrice Éboué et Lionel Steketee.
- 2017 : Tout là-haut de Serge Hazanavicius
- 2020 : Belle Fille de Méliane Marcaggi
- 2022 : Jack Mimoun et les secrets de Val Verde de Malik Bentalha et Ludovic Colbeau-Justin
- 2024 : Elyas de Florent-Emilio Siri
- 2024 : En tongs au pied de l'Himalaya de John Wax
- 2025 : La Mission de l'espace de Jean-Pascal Zadi

## Nominations et récompenses
- 2007 : César des meilleurs décors pour OSS 117 : Le Caire, nid d'espions